# Sikki
Sikki è un arrondissement del Benin situato nella città di Sinendé (dipartimento di Borgou) con 14.755 abitanti (dato 2006).